# Аладаш
Аладаш — село в Курахском районе Дагестана.
Образует сельское поселение село Аладаш как единственный населённый пункт в его составе.
Представляет собой эксклав Курахского района на территории Дербентского района.

## Географическое положение
Расположено на Приморской низменности на территории Дербентского района, на реке Рубас в 17 км к югу от города Дербент.

## Население
| 1989  | 2002  | 2010  | 2012  | 2013  | 2014  | 2015  |
| ----- | ----- | ----- | ----- | ----- | ----- | ----- |
| 555   | ↗1191 | ↘1053 | ↗1056 | ↘1043 | ↘1020 | ↘1005 |
| 2016  | 2017  | 2018  | 2019  | 2020  | 2021  | 2023  |
| ↗1014 | ↘998  | ↘962  | ↘932  | ↘929  | ↗1110 | ↘1094 |
| 2024  | 2025  |       |       |       |       |       |
| ↘1088 | ↘1083 |       |       |       |       |       |

Моноэтническое лезгинское село.

## История
В 1932 году 1500 га земли в местности Аладаш на территории Дербентского района были переданы колхозу имени Микояна села Курах. Со временем на этих землях образовалось небольшое поселение из работников колхоза. В 1966 году в поселке были расселены жители из разрушенных землетрясением сел Курахского и Хивского районов. В 1969 году поселок становится отделением совхоза «Курахский». Указом Президиума Верховного Совета ДАССР от 15.12.1975 г. отделение совхоза «Курахский» преобразовано в село Аладаш.